# Mayıslar, Sarıcakaya
Mayıslar là một xã thuộc huyện Sarıcakaya, tỉnh Eskişehir, Thổ Nhĩ Kỳ. Dân số thời điểm năm 2011 là 355 người.